# 말레이시아 국립 대학교

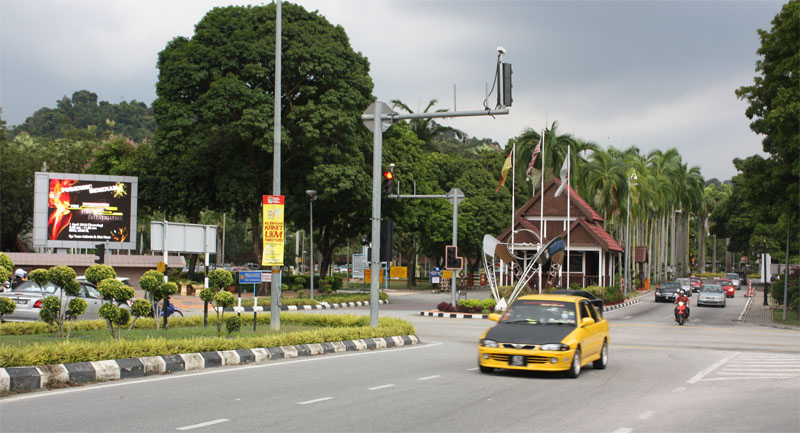
정문

말레이시아 국립 대학교(말레이어: Universiti Kebangsaan Malaysia, 약칭 UKM)는 말레이시아 슬랑오르주 훌루랑가트 지구 반다르 바루 방이에 위치한 공공 연구 대학이다. 교육 병원인 UKMMC(Universiti Kebangsaan Malaysia Medical Center)는 체라스 (쿠알라룸푸르)에 위치하고 있으며 쿠알라룸푸르에도 분교 캠퍼스가 있다.
학부생은 170,500명, 대학원생은 90,105명, 그 중 40,368명이 35개국 출신의 외국인 학생이다. 1970년 설립 이후, 영어 대신 말레이어가 대학의 교육 매체로 사용되었다.